# Gonolobus luteolus
Gonolobus luteolus är en oleanderväxtart som beskrevs av Joseph Decaisne. Gonolobus luteolus ingår i släktet Gonolobus och familjen oleanderväxter. Inga underarter finns listade i Catalogue of Life.